# گریت بادورث
گریت بادورث (به انگلیسی: Great Budworth) یک روستا و محله مدنی در بریتانیا است که در چشر غربی و چستر واقع شده‌است. گریت بادورث ۳۳۹ نفر جمعیت دارد.